# BB-8
BB-8(비비 에잇)은 《스타워즈》속 가상 우주에 등장하는 등장 인물이다. 높이 67CM, 중량 18킬로그램의 드로이드로, 영화 《스타워즈》시퀄 삼부작에 등장하는 캐릭터이다.

## 영화

### 깨어난 포스
자쿠 행성에서 레이와 만난다. 이후 저항군에게 루크 스카이워커에게 갈 수 있는 지도의 일부를 전달한다.

### 라스트 제다이
저항군 사령관이된 포 다메론의 부탁으로 핀과 로즈와 함께 울트라 슈퍼 스타 디스트로이어의 설계도를 탈취하려 하다가 퍼스트 오더의 드로이드인 BB-9E때문에 잡히지만, 가까스로 탈출하여 새로운 기지인 크레이트로 탈출한다.